# Leomar Amorim
Leomar Barros Amorim de Sousa (Itapecuru-Mirim, Maranhão, 24 de outubro de 1955 - São Paulo/SP, 5 de março de 2014)  foi um Desembargador Federal (T.R.F. da 1ª Região) e professor universitário brasileiro. Foi também membro do Conselho Nacional de Justiça no biênio 2009-2011 e Membro fundador da Academia Maranhense de Letras Jurídicas.

## Biografia
Leomar Barros Amorim de Sousa formou-se em Direito pela Universidade Federal do Maranhão em 1978. Em 1979 foi vitorioso no concurso para advogado do BASA Banco da Amazônia S/A. Depois, em 1982, logrou êxito no concurso para juiz de direito do Estado do Maranhão, sendo nomeado para a Comarca de Barra do Corda, não entrando em exercício por razões familiares. Por fim foi aprovado para no Juiz Federal Substituto em 1986, sendo nomeado no mesmo ano.
Foi Juiz Federal titular da 3ª Vara da Seção Judiciária do Maranhão, especializada em questões agrárias; foi membro do Tribunal Regional Eleitoral do Maranhão, diretor de Foro daquela Seção Judiciária, respondeu pela Seção Judiciária do Piaui e também judicou, entre 1993 e 1994, no Tribunal Regional Federal da 1ª região como Juiz Convocado, substitutindo o ex-Desembargador Federal Eustáquio Silveira.
No campo acadêmico, foi professor do Colégio Leonel Amorim, em Itapecuru-Mirim, no período 1975-1978. Foi professor do Curso de Direito da Universidade Federal do Maranhão a partir de 1987, onde lecionou Direito Administrativo I e Comercial III. Foi também professor de Direito Falimentar do Curso de Direito da Universidade Federal do Pará. Foi professor das cadeiras de Direito Administrativo, Constitucional e Comercial da Escola Superior da Magistratura do Maranhão e, também, de Direito Administrativo da Escola Superior da Magistratura do Trabalho do Maranhão.
Após 8 anos de atividade docente, especializou-se e fez mestrado em ciências jurídico-politicas na Universidade de Lisboa, Portugal, ano letivo 1995/1996, com a tese A Produção Normativa do Poder Executivo, sob orientação do Prof. Dr. Jorge Miranda.
Foi promovido ao TRF-1ª Região, por antiguidade, em 17 de março de 2004, após mais de 17 anos de judicatura. No intuito de manter sua produção acadêmica foi cedido pela UFMA para a Universidade de Brasília, onde lecionou a cadeira de Direito Tributário.
O Pleno do Superior Tribunal de Justiça (STJ) indicou, por unanimidade, em 10 de março de 2009, Leomar Barros Amorim de Sousa para compor o Conselho Nacional de Justiça (CNJ), representando os Desembargadores Federais de todo o país. O plenário do Senado aprovou, no dia de 7 de julho, o nome do Desembargador Leomar, cuja posse no CNJ ocorreu no dia 21 de julho de 2009, sendo até hoje o único maranhense a ocupar o cargo de conselheiro daquele Conselho.
A Associação dos Juízes Federais do Brasil (Ajufe) enviou para a presidente da República, Dilma Rousseff, a lista sêxtupla com indicação de juízes federais para compor o quadro de ministros do Supremo Tribunal Federal, em decorrência da aposentadoria do ministro Eros Grau, em agosto de 2010, dentre eles figurou o nome do Desembargador Federal Leomar Barros Amorim de Sousa. Sua indicação para o STF deveu-se a sua atuação destacada no CNJ em defesa da magistratura, adquirindo respeito e reconhecimento nacional.
Faleceu em 5 de março de 2014, no Hospital São José (cidade de São Paulo), em decorrência de complicações inerentes a um câncer de pancreas contra o qual lutava há 7 anos.
Em Maio de 2014, foi inaugurada na cidade de São Mateus no Maranhão o “Fórum Eleitoral Desembargador Leomar Barros Amorim”, nova sede da 84ª zona, que abrange os municípios de Alto Alegre do Maranhão e Matões do Norte.
Em outubro de 2014 o Conselho de Administração do Tribunal Regional Federal da Primeira Região aprovou, por unanimidade, a proposta de designação do nome do Desembargador Federal LeomarAmorim para a sede da Subseção Judiciária de Caxias.
A Lei  Federal nº 1.291 de 2022, foi aprovada e sancionada ,passando a  denominar “Desembargador Federal Leomar Amorim” o trecho da rodovia BR-222 entre o cruzamento com a rodovia BR-135 e o município de Chapadinha, no estado do Maranhão.
Em 18 de fevereiro de 2022 seu filho Luis Gustavo Soares Amorim de Sousa, foi nomeado para o cargo de Desembargador Federal, do TRF1, em vaga destinada à advocacia, decorrente da ascensão de Kassio Nunes Marques ao Supremo Tribunal Federal. Foi a primeira vez que um advogado com inscrição na OAB-MA foi alçando a vaga destinada à advocacia no quinto constitucional do TRF da Primeira Região.
Em 7 de maio de 2024 a viúva de Leomar Amorim,Maria da Graça Peres Soares Amorim foi nomeada desembargadora do Tribunal de Justiça do Maranhão (TJMA) pela vaga do quinto constitucional reservada ao Ministério Público do Maranhão, sendo a primeira mulher nomeada nomeada pelo quinto em toda história do tribunal . 

## Obras
- "A Produção Normativa do Poder Executivo" (Medidas Provisórias, Leis Delegadas e Regulamentos), [Brasília Jurídica, DF, 1999];

ARTIGOS:
- "Os Direitos Humanos como limitações ao Poder Constituinte", [Edição: Senado Federal - Separata da Revista de Informação Legislativa. Abr/jun. 1991 - Brasília/DF.]
- "Medidas Provisórias - A experiência brasileira" - publicada na obra "Estudos de Direito Parlamentar" - coordenação Prof. Jorge Miranda - [Faculdade de Direito de Lisboa - 1997, e, publicada na Cartilha Jurídica, nº 46, TRF 1ª Região, maio/97, Brasília/DF].
- "Limitações ao Direito de Sufrágio sob a ótica luso-brasileira", [Revista de Ciência Cultura nº 1-2, da Universidade de Lusíada, Porto-Portugal. 1997].
- "Medidas Provisórias - A experiência brasileira", [Revista do Tribunal Regional Federal da 1ª Região, vol. 9, nº 01, jan/março/1997, Brasília/DF].
- "O M.P. é um Parquet.", [Revista Comunicação - em artigos jurídicos", vol. I, nº 01, abril/98, Brasília/DF].
- "A reedição de medida provisória à luz da Sentença 17 da Corte Constitucional italiana", [Cartilha Jurídica nº 62, do Tribunal Regional Federal da 1ª Região - Brasília/DF, novembro/1998].
- "Limitações ao direito de sufrágio sob a ótica luso-brasileira", [Cartilha Jurídica nº 73, dezembro/2000, do Tribunal Regional Federal da 1ª Região].